# 大和岩雄
大和 岩雄（おおわ いわお、1928年2月15日 - 2021年6月20日）は、日本の編集者、出版事業家、古代史研究家。大和書房（だいわしょぼう）および青春出版社の創業者。

## 人物・経歴
長野県上伊那郡高遠町（現在の伊那市）にて、江戸時代から続く呉服商の家庭に生まれる。生家が没落したため、高等小学校卒業後、名古屋市の三菱重工業に旋盤工として就職する予定であったが、1942年、官費で学べる長野師範学校（信州大学教育学部）に入学し、1948年に卒業すると長野県下伊那郡大鹿村立鹿塩中学校に赴任、国語と音楽を教えていた。1948年12月に退職し、長野市に移住。ここで山本茂実主宰の人生誌「葦」に参加。第4号以降、同誌の編集長となる。営業部員に小澤和一がいた。
「葦」の成功により1950年に上京。「葦」の編集と併行して、1951年、文理書院と協力して「人生手帖」を1000部で創刊。やがて「葦」が政治的に先鋭化したため、同誌を去る。1955年に「人生手帖」が7万部を記録。この急成長ぶりに風当たりが強く、讀賣新聞社会部から"自衛隊に対する日共の秘密工作機関誌「人生手帖」"と虚偽報道されたこともある。これに対して大和は「人生手帖」紙上で反駁したが、1956年に編集長を辞任。同年5月、小澤和一と共に青春出版社を設立。実用書路線で成功を収める。
1960年、社の経営権を小澤に譲渡。創刊まもない「青春の手帖」誌と共に新たな出版社を設立。1963年7月、大和書房と改名。1964年、不治の病で死を間近にした女子大生とその恋人との往復書簡集「愛と死をみつめて」が130万部を越えるベストセラーとなった。
1966年2月4日、札幌の雪祭りに出かけ、飛行機で帰る予定だったのが、翌日東京から来る人に会いたくなって空港行きのバスを途中で降りた。その全日空機は羽田沖で墜落（全日空羽田沖墜落事故）、新聞に死亡記事も出て弔電がたくさん来た。同年11月14日に母を亡くしたことを機に、38歳で編集者を引退し、以後は経営に専念する。
1973年、関連会社として大和出版を設立。
1974年に鈴木武樹の提案で季刊歴史雑誌『東アジアの古代文化』を創刊し、鈴木が多忙により4号で編集を降りたため、第5号から2005年1月の終刊号（第137号）まで編集を担当。自らも古代史に関心を持ち、多くの古代史研究書を自ら著し刊行する。
1988年、大和書房社長を退き会長となる。
2021年6月20日午前5時15分、心不全のため東京都内の病院で死去。93歳没。

## 著書
- 『日本古代試論』大和書房 1974
- 『古事記成立考 日本最古の古典への疑問』大和書房 1975
- 『古事記偽書説の周辺』名著出版 1979
- 『古事記と天武天皇の謎』六興出版 1979
- 『日本古代王権試論 古代韓国との関連を中心に』名著出版 1981
- 『天照大神と前方後円墳の謎』六興出版（ロッコウブックス）1983
- 『「日本」国はいつできたか 日本国号の誕生』六興出版 1985
- 『天武天皇出生の謎』六興出版（ロッコウブックス）1987
- 『天武天皇論』全2巻 大和書房 1987
- 『『古事記』偽書説は成り立たないか』大和書房 1988
- 『人に好かれる知恵97章 愛される女性になるための秘訣集』大和書房 1988
- 『神社と古代王権祭祀』白水社 1989
- 『神社と古代民間祭祀』白水社 1989
- 『邪馬台国は二カ所あった 邪馬台国から初期ヤマト王権へ』大和書房 1990
- 『人麻呂の実像』大和書房 1990
- 『信濃古代史考』名著出版 1990
- 『天智・天武天皇の謎 『日本書紀』の虚偽と真実』六興出版 1991
- 『人麻呂伝説』白水社 1991
- 『鬼と天皇』白水社 1992
- 『遊女と天皇』白水社 1993
- 『秦氏の研究 日本の文化と信仰に深く関与した渡来集団の研究』大和書房 1993
- 『日本にあった朝鮮王国 謎の「秦王国」と古代信仰』白水社 1993
- 『十字架と渦巻 象徴としての生と死』白水社 1995
- 『魔女はなぜ空を飛ぶか』大和書房 1995
- 『魔女はなぜ人を喰うか』大和書房 1996
  - 合本『魔女論 なぜ空を飛び、人を喰うか』大和書房 2011
- 『天狗と天皇』白水社 1997
- 『神々の考古学』大和書房 1998
- 『新邪馬台国論 女王の都は二ヵ所あった』大和書房 2000
- 『箸墓は卑弥呼の墓か』大和書房 2004
- 『日本書紀成立考　天武・天智異父兄弟考』大和書房  2010
- 『神と人の古代学 太陽信仰論』大和書房 2012
- 『続・秦氏の研究(日本の産業と信仰に深く関与した渡来集団の研究)』大和書房 2013
- 『『古事記』成立の謎を探る』大和書房 2013
- 『日本神話論』大和書房 2015

### 共編著
- 『藤ノ木古墳と六世紀 被葬者は誰か』黒岩重吾共著 大和書房 1989
- 『卑弥呼と邪馬台国』黒岩重吾共著 大和書房 1992
- 『邪馬台国の時代』黒岩重吾共著 大和書房 1997
- 『民衆史の遺産』全10巻 谷川健一共責任編集 大和書房 2012-16